# Парынмирэдан
«Парынмирэдан» (кор. 바른미래당, досл. Партия праведного будущего) — ликвидированная либерально-консервативная политическая партия Республики Корея, основанная в 2018 году в результате слияния центристской либеральной «Народной партии» и консервативной «Правильной партии».

## История
В январе 2018 года лидеры «Народной партии» и «Правильной партии» объявили о своём плане слияния, чтобы сформировать центристский блок и укрепить свои позиции в парламенте перед местными выборами.
Было отмечено, что слияние стало смелым политическим экспериментом, поскольку «Народная партия» базируется в провинции Чолладо, а партия «Правильная партия» — в провинции Кёнсан-Пукто.
Партия была официально оформлена 13 февраля 2018 года.
Слияние было описано как «поспешное», поскольку о нём было объявлено до того, как две соответствующие стороны прошли надлежащую процедуру для подтверждения союза, и было расценено как попытка консолидироваться на фоне оппозиции. План слияния столкнулся с противодействием со стороны членов обеих партий, ссылавшихся на опасения по поводу различий в идеологии и политике, особенно по поводу различных позиций в отношениях с КНДР.
24 февраля 2020 года партия была ликвидирована. Часть партийцев сформировала новую «Партию народного благосостояния», другая часть во главе с Ан Чхоль Су вновь образовали «Народную партию».